# Tod R. Lauer
Tod R. Lauer (1957) è un astronomo statunitense.
Ha ottenuto il baccellierato in astronomia nel 1979 al Caltech e il dottorato nel 1983 all'Università della California a Santa Cruz. È diventato ricercatore al National Optical Astronomy Observatory.
Dal 1976 al 1977 ha partecipato al Planet-Crossing Asteroid Survey. Ha successivamente lavorato nel team del telescopio Hubble.
Il suo campo principale di ricerca sono i buchi neri massicci, le popolazioni stellari, la struttura delle galassie e di altri oggetti su grande scala.
Il Minor Planet Center gli accredita la scoperta dell'asteroide 2735 Ellen effettuata il 13 settembre 1977 in collaborazione con Schelte John Bus.
Gli è stato dedicato l'asteroide 3135 Lauer.